# Predix (ソフトウェア)
Predix はゼネラル・エレクトリック (GE) による産業用機械からのデータを収集・解析するためのソフトウェアプラットフォームである。GEは、インダストリアル・インターネットの開発と利用を促進する団体インダストリアル・インターネット・コンソーシアムのメンバーとなっており、成長分野である産業用IoTをクラウド・サーバおよびアプリストアとともにサポートする計画である。
Predixは、クラウドベースのPaaS (Platform as a Service) で、マシンとデータとヒトを接続する標準化された方法を提供し、アセットのパフォーマンス管理やオペレーションの最適化のための産業スケールの解析を可能にする。また、オープンソースのCloud Foundryの上に構築され、分散アーキテクチャのマイクロサービスに基づくデリバリーモデルを提供している。GEは、AppleのiOSがスマートフォンでしたことを、Predixが工場や製造業において担うことを意図している。

## 概要
Predixは、システム全体（航空機など）の詳細モデルを作成し最適化すること目指しており、そのモデルは、システム全体（航空機の運用）の最適化と同様に、システムを構成する各部品（タービンブレードなど）の最適化も行うことを可能にする。シリコンバレー近郊のen:San Ramon, Californiaに所在するen:GE Digitalによって開発された。
2016年11月、en:Forrester Researchが発表したThe Forrester Wave™: IoT Software Platforms, Q4 2016では、GEのPredixがIoTプラットフォームのリーダーとの評価を受けた。